# 神獸傳奇
《神獸傳奇》（英語：Legends of Chima）是由樂高集團製作的加拿大電腦動畫電視劇，以樂高玩具產品線樂高神獸傳奇為題材。動畫以虛構的Chima世界為中心，Chima是交戰的擬人化部落居住的地方。《神獸傳奇》2013年至2014年間在美國卡通頻道上播出。

## 外部連結
- 互联网电影数据库（IMDb）上《神獸傳奇》的资料（英文）